# Čestmír Fous
Čestmír Fous (* 20. November 1952 in Plzeň, Tschechoslowakei) ist ein ehemaliger tschechisch-deutscher Eishockeytorwart, der während seiner Karriere unter anderem für den ECD Iserlohn, Eintracht Frankfurt und ESV Kaufbeuren in der Bundesliga spielte.

## Karriere
Bis 1980 spielte der gebürtige Tscheche Fous bei seinem Heimatverein TJ Škoda Plzeň. Er bestritt darüber hinaus ein Länderspiel für die tschechische Juniorenauswahl, was später einen Einsatz in der deutschen Nationalmannschaft verhinderte. 1980 wechselte der Torwart zum ECD Iserlohn, mit dem ihm 1982 der Aufstieg in die Bundesliga gelang. Hier wurde er zu einem der stärksten Torwarte der Liga.
Nach dem Konkurs des Sauerländer Vereins schloss sich Fous im Jahr 1987 dem Eishockeyteam der Eintracht Frankfurt an, wo er bis 1991 spielte. Nach vier Jahren am Main folgte die Rückkehr zum ECD Sauerland in die 2. Bundesliga. Hier endete seine Teamzugehörigkeit jedoch nach nur 14 Einsätzen. Fous wechselte zum ESV Kaufbeuren, wo er 1994 seine Karriere beendete.
Seit Februar 2018 wird seine Rückennummer 25 in Iserlohn nicht mehr vergeben.

## Familie
Sein Sohn Martin Fous ist ebenfalls als Eishockeytorwart aktiv gewesen.